# Capotasto mobile

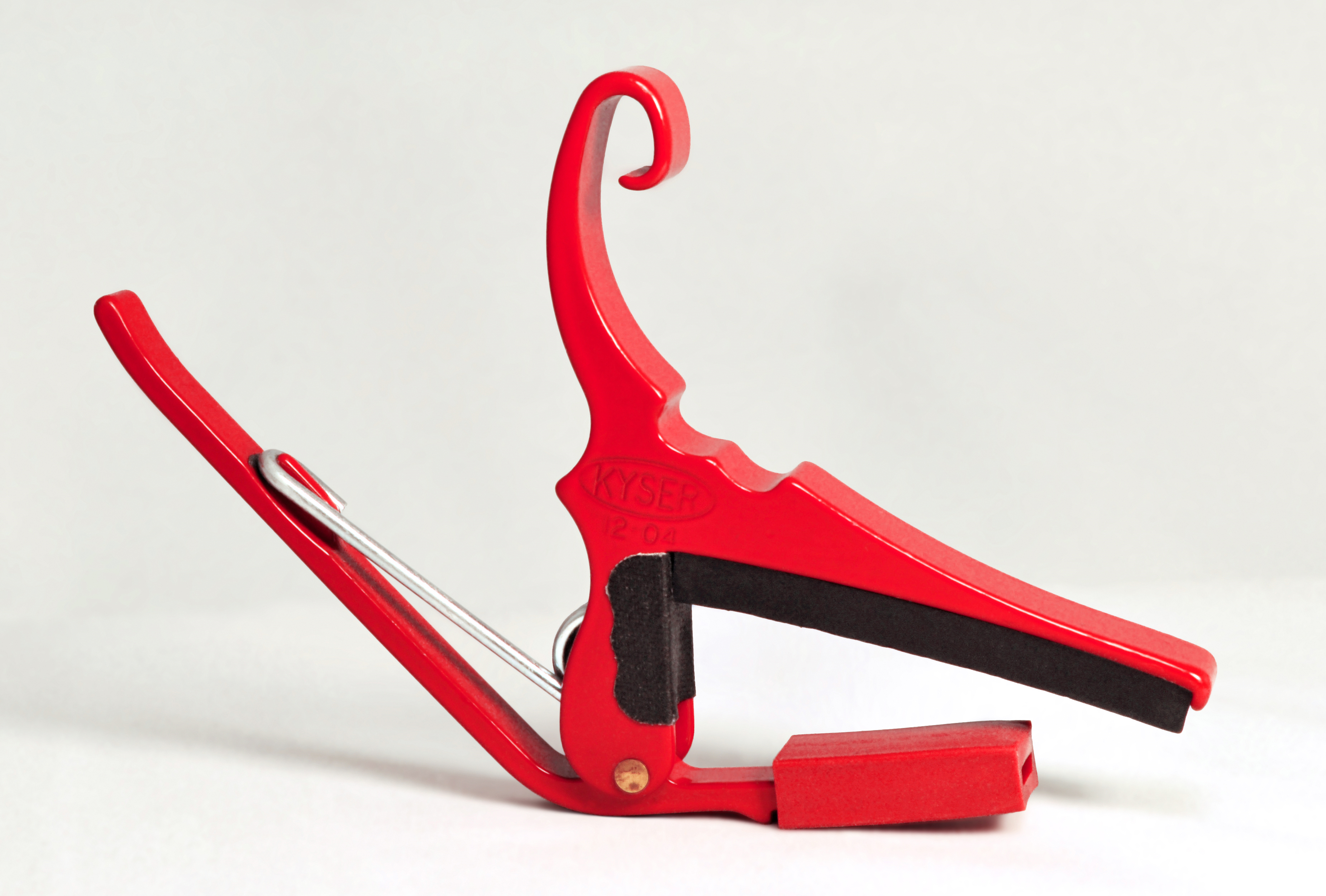
Capotasto mobile con morsetto a molla

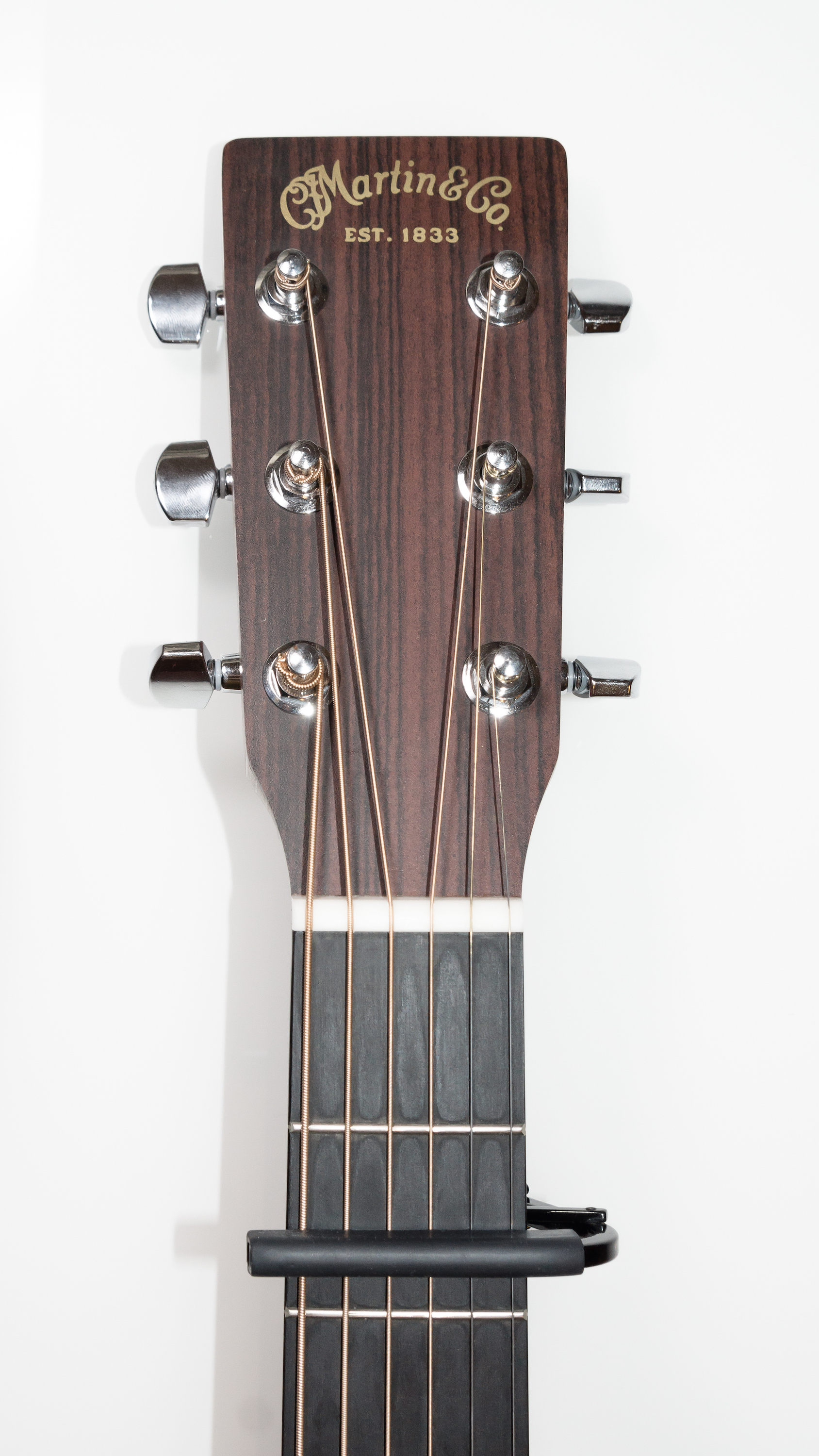
Un capotasto mobile applicato al secondo tasto della chitarra

Un capotasto mobile (detto anche capo o barré) è un dispositivo che i musicisti utilizzano sul collo di uno strumento a corde per trasporre e ridurre la lunghezza suonabile delle corde, aumentando così la tonalità. È uno strumento comune per i suonatori di chitarra, mandolino, mandola, banjo, ukulele e bouzouki. Sebbene l'uso dei capotasti mobili sia iniziato probabilmente già nel diciassettesimo secolo, il primo capotasto mobile brevettato è stato progettato da James Ashborn di Wolcottville, Connecticut, nel 1850.
I musicisti usano comunemente un capotasto mobile per alzare il tono di uno strumento a corde in modo da poter suonare in una chiave diversa usando le stesse diteggiature. In effetti, il capotasto mobile usa un tasto di uno strumento per creare un nuovo capotasto con una nota più alta rispetto al vero capotasto dello strumento.
Esistono vari modelli di capotasti mobili, ma la maggior parte sono costituiti da una barra ricoperta di gomma che si fissa al manico dello strumento in qualche modo per trattenere le corde. I capotasti mobili sono disponibili in diverse dimensioni e forme per diversi strumenti e curvature della tastiera. I fattori che variano in base al tipo di capotasto mobile sono la facilità d'uso, le dimensioni, il grado di interferenza con le mani del suonatore e la capacità di tenere le corde in modo uniforme senza influire sull'accordatura. Tutti i tipi di capotasto mobile devono essere applicati dopo una nuova accordatura posizionando la sbarra, scendendo dall'alto e direttamente dietro il tasto, in modo che tutte le corde abbiano posizione e pressione uniformi. Se le corde sono piegate o posizionate in modo errato, lo strumento suonerà in modo stonato nella nuova chiave.

## Uso

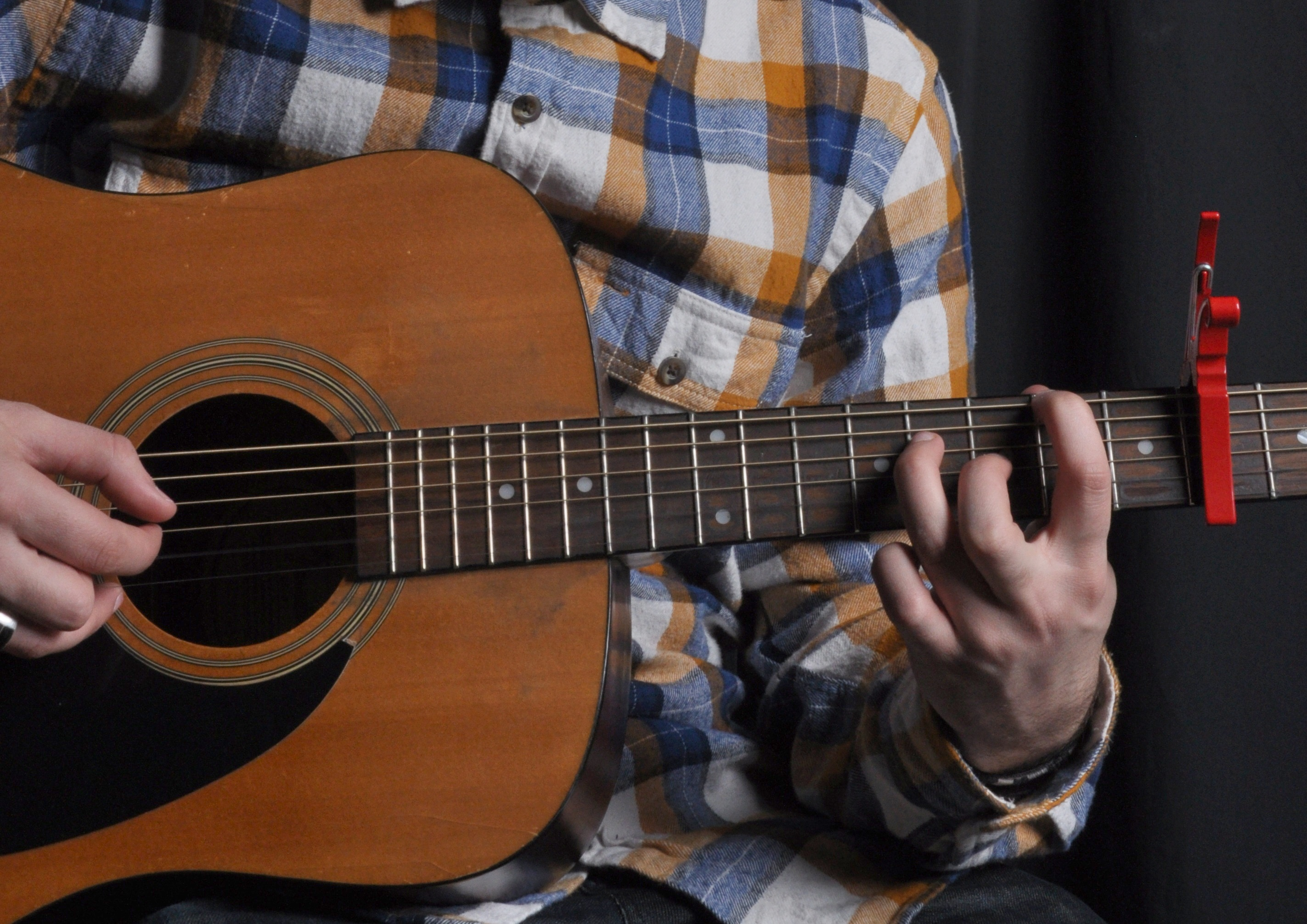
Un chitarrista suona con un capotasto mobile

Gli arrangiamenti delle canzoni possono citare la posizione del capotasto mobile così come citano accordature alternative. Quando si fa riferimento alle diteggiature per una canzone che utilizza un capotasto mobile, il suonatore determina se la tabella fa riferimento a posizioni assolute delle dita o posizioni relative al capo. Nell'intavolatura, ad esempio, una nota suonata sul quinto tasto di uno strumento con un capo sul secondo tasto può essere elencata come "5" (assoluto) o "3" (rispetto al capo). Allo stesso modo, un accordo a forma di Re può essere indicato come "Re" (basato sulla forma relativa al capo) o Mi (basato sull'accordo acustico assoluto prodotto). Nessuno dei due metodi prevale fortemente sull'altro. Per questo motivo, la frase "forma di accordo" viene comunemente utilizzata per chiarire che si fa riferimento alla forma di diteggiatura e non al tono udibile.
Con questo concetto in mente, se due suonatori vogliono suonare una progressione di accordi in un modo più interessante, il primo può suonare forme di accordi di prima posizione senza capo, mentre il secondo suonatore posiziona il capo più in alto sulla tastiera e suona gli stessi accordi. Questo crea un suono più pieno di due chitarre che suonano all'unisono. Ad esempio, se suonano insieme una semplice progressione di accordi I IV V in Mi, il primo chitarrista suona Mi La Si7 mentre il secondo suona la stessa progressione con capo al quarto tasto usando le forme di accordo di Do Fa Sol7.
Suonare con un capotasto mobile crea lo stesso effetto musicale di riaccordare tutte le corde con lo stesso numero di passaggi. Tuttavia, l'uso di un capotasto mobile influisce solo sulla nota aperta di ogni corda. Ogni altro tasto rimane inalterato (ad esempio, il settimo tasto di una corda suona ancora una nota Si per qualsiasi posizione di capotasto mobile uguale o inferiore al settimo tasto), e quindi un esecutore non ha bisogno di adattarsi o riapprendere l'intera tastiera, mentre potrebbe doverlo fare con una riaccordatura. La lunghezza della scala delle corde di uno strumento influenza il timbro delle corde, e quindi l'uso di un capotasto mobile può alterare il tono dello strumento.
Si possono usare i capotasti mobili anche per portare una chitarra accordata al di sotto dello standard fino all'accordatura standard. I produttori a volte raccomandano di accordare una chitarra a 12 corde di un tono o più al di sotto dello standard, per compensare lo stress delle corde aggiuntive. Un capo può portare tale strumento all'accordatura standard. Tuttavia, grazie a tecniche di produzione migliorate, molte moderne chitarre a 12 corde sono accordate alla tonalità standard.

### Uso in differenti generi musicali
Alcuni stili di chitarra - come il flamenco, la musica tradizionale irlandese e la musica folk britannica e americana - usano spesso il capotasto mobile. Altri, come la musica classica e il jazz, lo usano raramente. Molti musicisti rock and roll che sono influenzati da folk e blues, come Richard Thompson, Ry Cooder, Ian Anderson, Steve Earle, George Harrison, Tom Petty, Bob Dylan, Noel Gallagher, Steve Rothery, Johnny Marr, e altri usano abitualmente il capo. In molti casi, hanno esteso il suo uso oltre lo scopo tradizionale di cambiare la chiave e hanno aperto nuove strade, impiegandolo in nuovi modi. Un esempio dell'utilizzo di un capo parziale per produrre suoni alternativi può essere ascoltato dal chitarrista francese Antoine Dufour